# Strzyżewo Wąskotorowe
Strzyżewo Wąskotorowe – przystanek osobowy (Gnieźnieńska Kolej Wąskotorowa) w Strzyżewie Witkowskim, w województwie wielkopolskim, w Polsce. Oddany do użytku w 1897 roku. Tor ładowni zlikwidowano w 1990 roku.

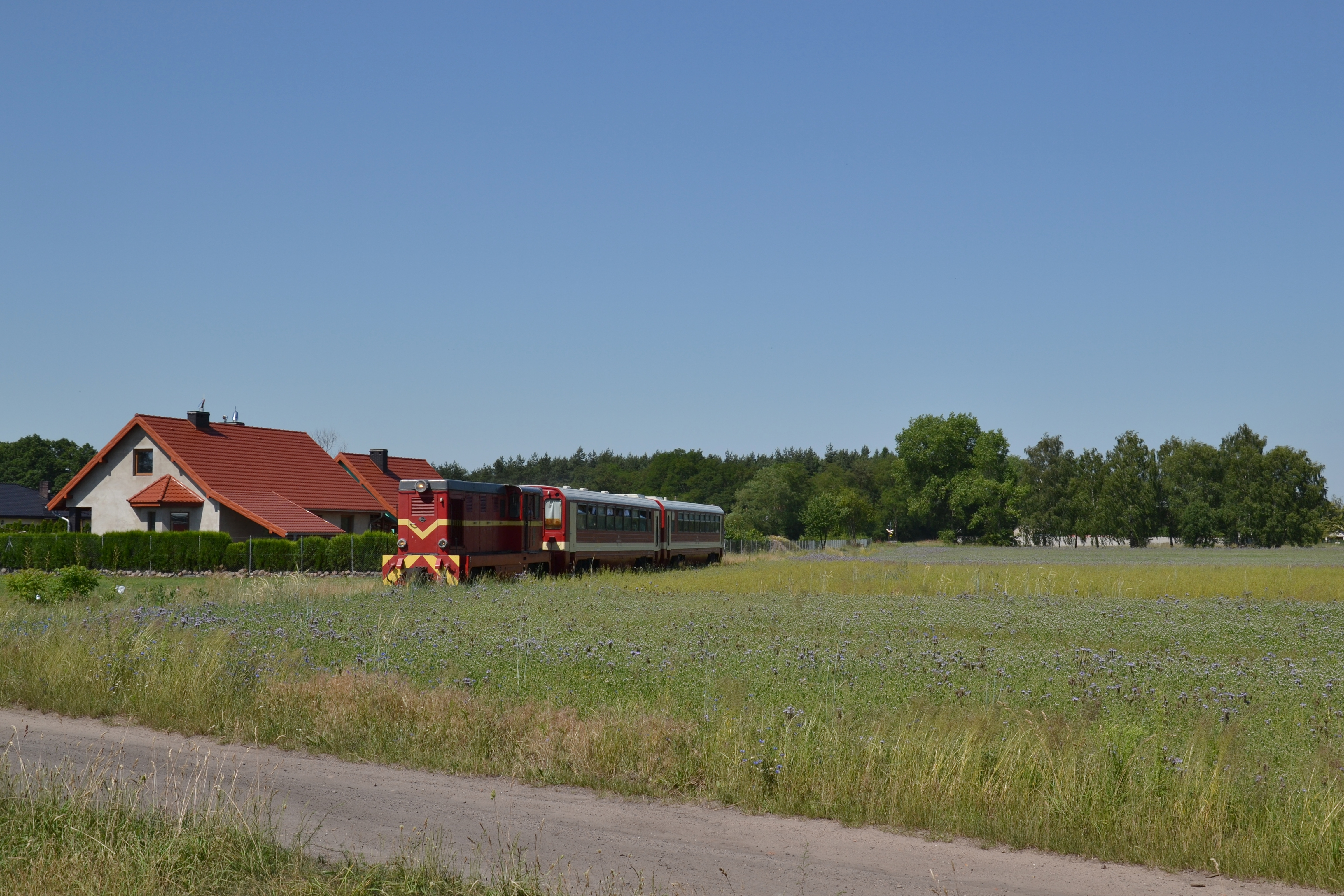
Lxd2-369 w Strzyżewie